# Paul Mathey
Pour les articles homonymes, voir Mathey.
Ne doit pas être confondu avec Paul Mathéry.
 (juin 2018).
Paul Victor Mathey, né le 14 novembre 1844 à Paris et mort le 24 novembre 1929 à Paris 7e, est un peintre et graveur français.

## Biographie
Fils d'un restaurateur, Paul Mathey apprend son art à l'École des beaux-arts de Paris dans les ateliers des peintres Léon Cogniet, Isidore Pils et Alexis-Joseph Mazerolle. Il commence à exposer au Salon de Paris à partir de 1868, et devient un portraitiste apprécié et reconnu. Il a plusieurs fois portraituré des artistes de son entourage dans leur atelier.
Surtout peintre de portraits, Mathey ne s’est pourtant interdit ni le paysage, ni les marines, ni les scènes vécues, ni la décoration. Sur sa quarante-cinquième année, à l’époque de la lutte entre reproducteurs et originaux, il eut l’idée de se mettre à la gravure. Le Comité des Artistes français, dont il ne faisait plus partie, contestait le titre de graveurs à ceux qui ne travaillaient pas sur l’œuvre d’autrui. On voulait les exclure du Salon, et, à tout le moins, des récompenses. Mathey ouvrit le Traité de gravure à l’eau-forte de Maxime Lalanne, y prit les renseignements techniques dont il avait besoin, alla chercher dans ses carnets un croquis et le grava. C’était le portrait de son père, qu’il avait dessiné une dizaine d’années auparavant.
Son œuvre est récompensée à plusieurs reprises. Une médaille de 3e classe lui est décernée au Salon de 1876, une médaille de 2e classe lors du Salon de 1885, et une médaille d'or à l'occasion de l'Exposition universelle de 1889. Enfin, il est décoré de la Légion d'honneur, le 29 octobre 1889. Il a gravé pour le compte de L'Estampe nouvelle.
Mort le 24 novembre 1929 à Paris, il repose au cimetière du Père-Lachaise (division 6).

## Œuvres dans les collections publiques
- Brest, musée des beaux-arts :

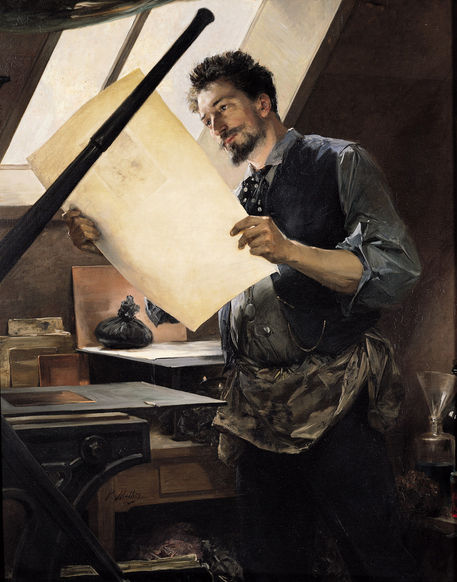
Félicien Rops dans son atelier (vers 1888), château de Versailles.

  - Portrait du peintre Alfred Rubé, décorateur de l'Opéra, huile sur toile[5],[6] ;
  - Portrait de Mme Paul Mathey, huile sur toile[7] ;
  - Portrait de Mlle Marthe Mathey au petit chien, huile sur toile[8] ;
  - Le Mélomane, portrait du père de l'artiste, huile sur toile[9] ;
  - Portrait du frère Joseph, huile sur toile.
- Évreux, musée d'Évreux : Bord de mer, dessin.
- Dieppe, Musée de Dieppe :
  - Portrait de Camille Saint-Saëns au piano, huile sur toile
  - Paysage, huile sur toile
  - L'église Saint-Jacques vue de la sous-préfecture, dessin au crayon noir sur papier
  - La tour Saint-Jacques, mine de plomb sur papier Ingres épais
  - La plage de Dieppe, dessin au crayon noir
- Gray, musée Baron-Martin : 
  - La Plage, huile sur bois, 49 × 65 cm ;
  - Portrait de mademoiselle Legout-Gérard, huile sur toile, dernier quart du 19e siècle, 35 × 24,5 cm.
- Le Havre, musée d'Art moderne André Malraux : Un Pré - Baie de Concarneau, huile sur toile.
- Paris :
  - département des arts graphiques du musée du Louvre : un album d'une centaine de croquis.
  - musée d'Orsay :
    - Enfant et femme dans un intérieur, huile sur toile ;
    - Fernande Mathey sur la plage, huile sur toile ;
    - Pierre Mathey, père de l'artiste, huile sur toile.
- Versailles, musée de l'Histoire de France :
  - Félicien Rops dans son atelier, huile sur toile ;
  - René de Saint-Marceaux, 1884, huile sur toile, 146 × 114 cm[10]
- Boissise-la-Bertrand, Eglise Saint-Germain-l'Auxerrois : Les Pèlerins d'Emmaüs, 1880, huile sur toile, 260 × 190 cm[11]

## Galerie

Œuvres de Paul Mathey
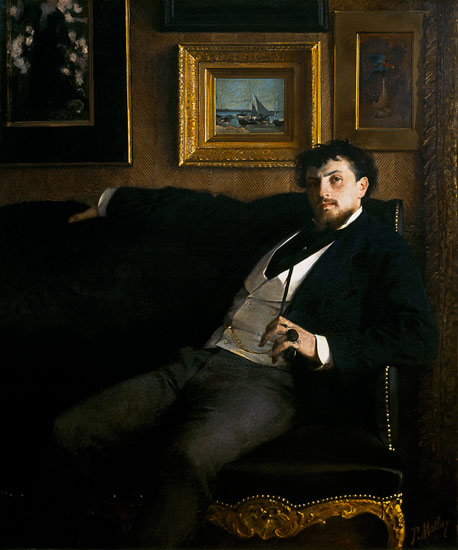
Portrait of Ernest Ange Duez (1876), musée des beaux-arts d'Arras.
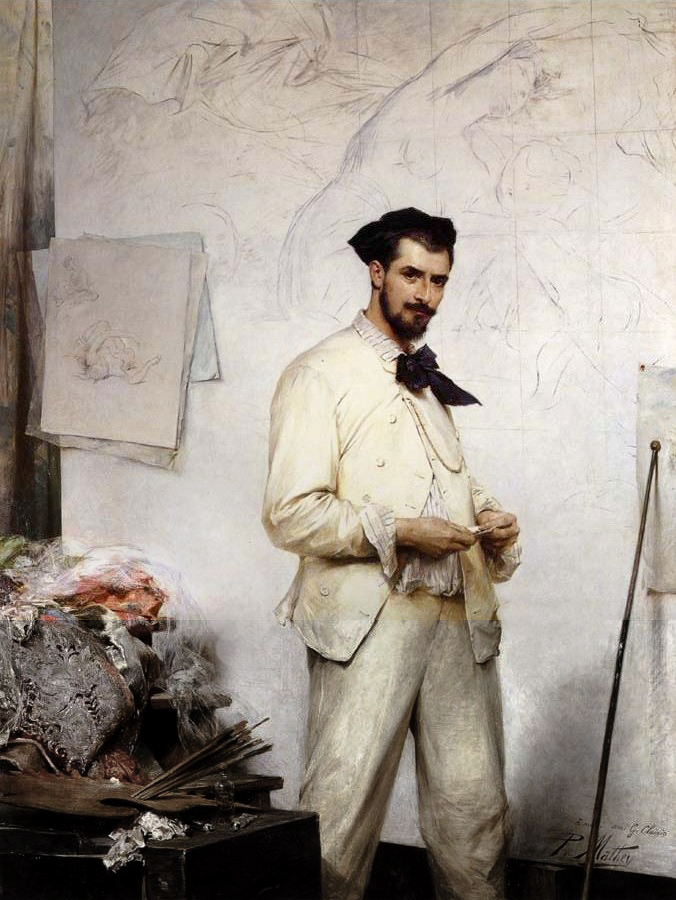
Portrait du peintre Georges Clairin, musée des Augustins d'Hazebrouck.
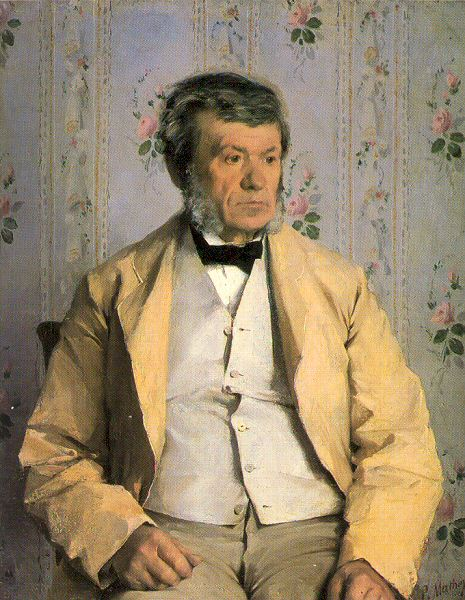
Portrait de Pierre Mathey (avant 1887), Paris, musée d'Orsay.
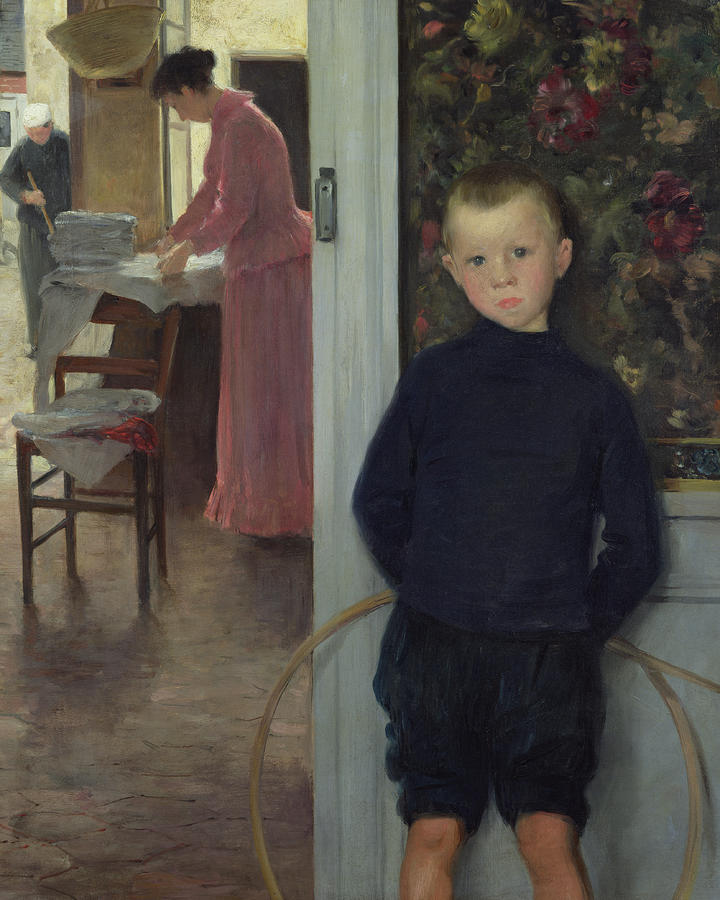
Enfant et femme dans un intérieur (vers 1890), Paris, musée d'Orsay.
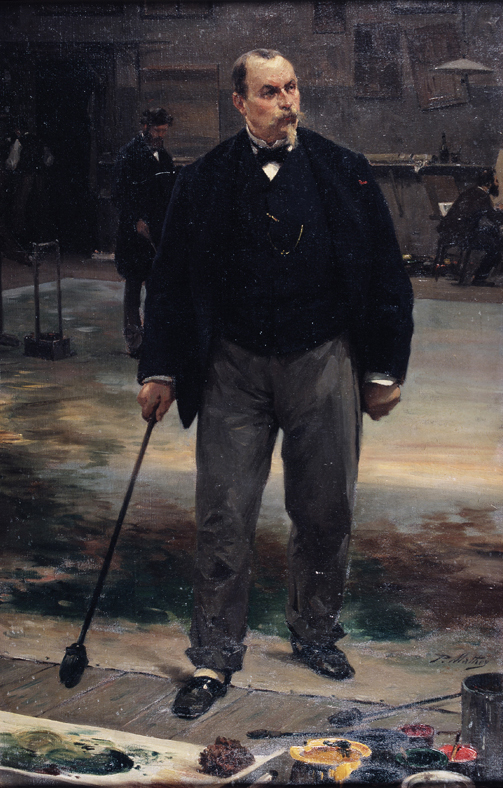
Portrait du peintre Alfred Rubé, décorateur de l'Opéra, musée des beaux-arts de Brest.